# Chinelli (famiglia)
Chinelli (inizialmente Del Chino) è una famiglia italiana di archibugiari, originaria di Gardone Val Trompia, i cui membri furono attivi dal XVI secolo al XIX secolo, ottenendo notorietà e fama nel settore della fabbricazione delle armi da fuoco.

## Storia e componenti
Il capostipite della famiglia fu Apollonio; il suo nome è menzionato per la prima volta in un documento del 1594 riguardo ad una fornitura di armi alla Repubblica di Venezia.
Paolo, uno dei più celebri componenti della famiglia, inventò nel 1615 un moschetto che venne utilizzate dall'esercito veneto e per il quale ricevette un premio dal governo della Serenissima.
Tra gli altri membri della famiglia Chinelli che si misero in evidenza, si possono ricordare nel XVII secolo Bartolomeo e i suoi fratelli Pietro e Gabriele, e nel XVIII secolo, Paolo e Tommaso.
Le armi da fuoco prodotte dalla bottega del Chinelli ebbero grande successo per la perfezione tecnica delle canne, magistralmente forgiate e decorate, e per la finezza delle casse e dei fornimenti traforati, incisi e lavorati a cesello ed in rilievo. Oltre alle armi, i Chinelli diventarono abili produttori di munizioni d'artiglieria e si ricorda un'importante partita di bombe da 500 e 1.000 libre vendute alla Serenissima per la guerra di Morea. Curiosamente, sembra che furono proprio le bombe prodotte da loro a colpire il Partenone di Atene nel 1687.